# Hollandsche Schouwburg

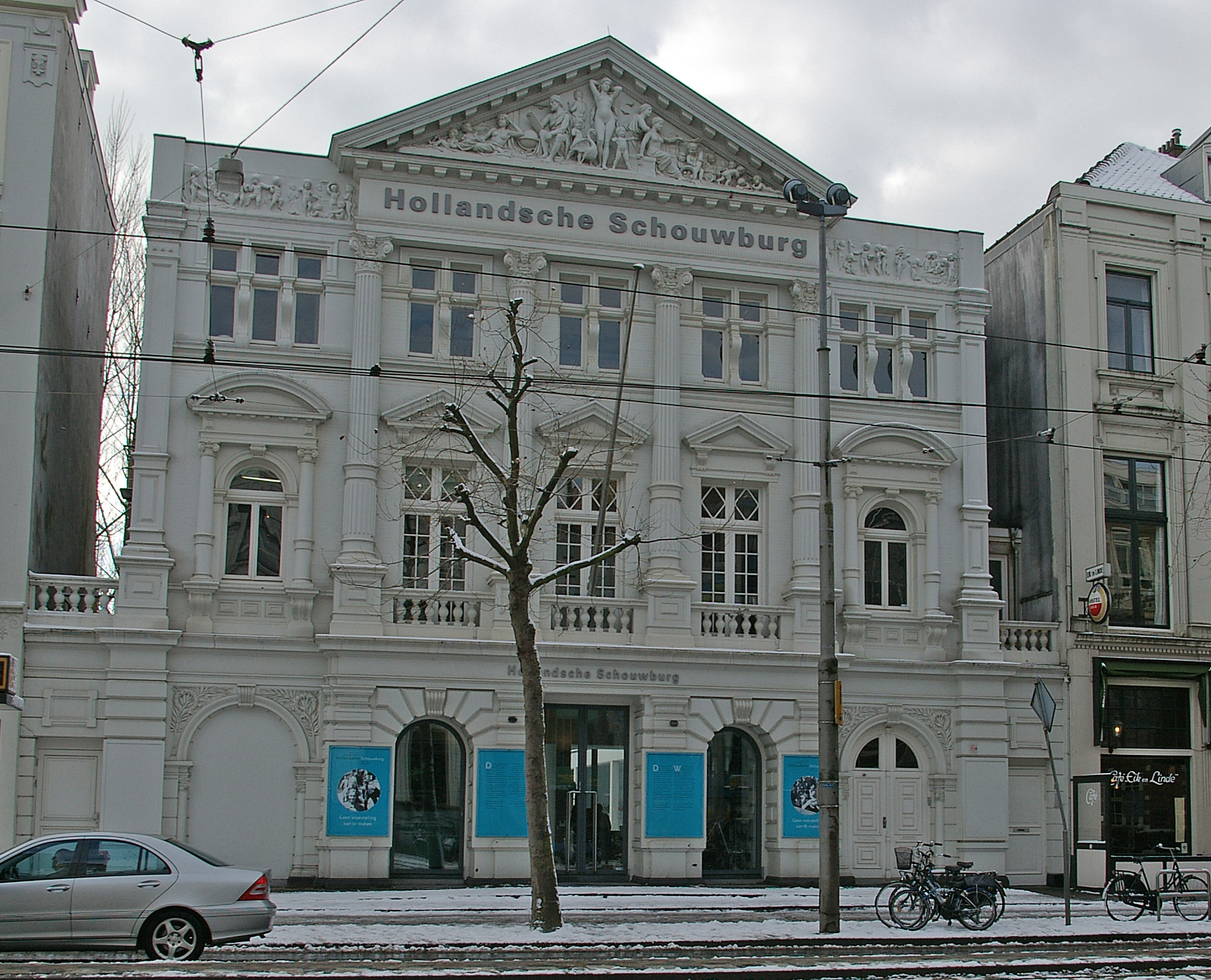
Vue du Hollandse Schouwburg sur Plantage Middenlaan.

Le Hollandsche Schouwburg (« Théâtre de Hollande » en néerlandais) est un ancien théâtre de la ville d'Amsterdam devenu un monument aux morts au lendemain de la Seconde Guerre mondiale. Situé au cœur de l'ancien quartier du Jodenbuurt, il fut utilisé comme théâtre de 1893 à 1942, avant d'être utilisé comme point de rassemblement pour des déportations des populations juives de la ville. Il se trouve en plein cœur du quartier du Plantage, sur la Plantage Middenlaan.

## Histoire
En 1941, le théâtre fut rebaptisé « Théâtre Juif » (Joodsche Schouwburg) par les occupants allemands. Seuls des artistes juifs étaient alors autorisés à y jouer, et ce pour un public uniquement juif.
À la fin de juillet 1942, alors que l'extermination des Juifs résidant sur sol hollandais est en cours d’exécution, Ferdinand aus der Fünten, directeur de l'Office central pour l'émigration juive à Amsterdam, ordonne au théâtre de cesser ses représentations. Désormais et jusqu'en 1943, cet endroit sera utilisé comme point de regroupement pour les Juifs convoqués pour être déportés dans le cadre d'une  « affectation de travail en Allemagne ». Se servant des listes établies par l'administration néerlandaise sur demande de l'occupant, l'Office central pour l'émigration juive à Amsterdam convoque par courrier des personnes identifiées comme juives en fonction de la définition nazie du terme. Les personnes qui reçoivent un tel courrier ont l'obligation de se rendre au Hollandsche Schowburg un jour après sa réception. Comme beaucoup de Juifs ne donnent pas suite à leur convocation, la police procède à de nombreuses arrestations et amène les victimes au Hollandsche Schowburg. Les anciens employés du théâtre deviennent quant à eux des employés du Conseil Juif d'Amsterdam, ce qui les protège temporairement du risque d'être eux-mêmes déportés. Le conseil place Walter Süskind (nl) à la tête de cette antenne locale.
1300 personnes s'entassaient parfois en même temps dans le bâtiment, dans des conditions extrêmement exiguës, et devaient se partager les cinq toilettes et les deux lavabos du théâtre. Un visiteur a par la suite affirmé que l'odeur y était insupportable et lui rappelait «Naples, quand la peste y régnait». Certaines victimes passent des semaines entières sur les fauteuils de l'ancien théâtre. Les membres de la colonne Henneicke faisaient partie du personnel de garde et se distinguaient par leur cruauté, frappant les gens à coups de poing ou de pied. Un ancien membre du Conseil juif« » se souvient qu'un homme de la colonne se comportait « comme une bête », et ce «surtout lorsque des Allemands se trouvaient à proximité».
Depuis l'ancien théâtre, les victimes étaient amenées par tramway à la gare centrale d'Amsterdam. De là, elles étaient déportées en train au camp de transit de Westerbork ou dans d'autres camps.
En avril 1943, un groupe de résistants néerlandais - CS-6  - tente de mettre le feu au Hollandsche Schowburg, mais ne parvient qu'à déclencher un incendie mineur. Le 29 septembre 1943 a lieu la dernière grosse razzia à Amsterdam. Le Hollandsche Schowburg cesse d'être utilisé par l'Office central pour l'émigration juive aux Pays-Bas. Le théâtre est rapidement vendu à des privés.
Au total, plus de 100 000 juifs de nationalité hollandaise ou ayant trouvé refuge aux Pays-Bas avant guerre trouvèrent la mort dans les camps nazis. On estime qu'entre 60'000 et 80'000 Juifs ont transité par le Hollandsche Schowburg.

## Conversion en monument national
En novembre 1958, la municipalité d'Amsterdam décida de classer le Hollandsche Schouwburg monument historique, et d'en faire un monument aux morts. La façade principale fut restaurée, tandis que l'essentiel de l'arrière du bâtiment fut démoli. L'ancienne salle de théâtre fut reconvertie en cour intérieure. Un mémorial fut installé à l'emplacement de l'ancienne scène. Celui-ci fut conçu par l'architecte L. Waterman. Le 4 mai 1962, le maire de la ville, Gijs van Hall, inaugura le nouveau monument.
En janvier 2012, une route suivant l'ancien chemin suivi par les déportés juifs jusqu'à l'ancien camp de Westerbork a été inaugurée. Baptisée Westerborkpad, elle est longue de 336km.